# Casa Robau
La Casa Robau és una obra de Cadaqués (Alt Empordà) inclosa a l'Inventari del Patrimoni Arquitectònic de Catalunya.

## Descripció
Situada al sud del nucli urbà de la població de Cadaqués, al vessant nord de la cala Jóncols situada damunt del cap Norfeu, prop del terme municipal de Roses.
Casa unifamiliar exempta d'estiueig, d'una sola planta, que s'estructura per mitjà de diferents cossos. La seva planta és irregular, tot i que de formes clarament geomètriques. La coberta és plana i està bastida amb llosa de pissarra. Les obertures es corresponen amb grans finestrals rectangulars que li donen molta llum, amb àmplies terrasses orientades al mar i a la zona de jardí. L'edifici està bastit amb llosses de pissarra ben escairada de la zona, amb clara referència a l'arquitectura popular mediterrània. La construcció queda ben integrada dins del paisatge de Cadaqués.